# Orosz Lujza
Orosz Lujza (Petenye, 1926. december 4. – Kolozsvár, 2020. szeptember 6.) Poór Lili-díjas erdélyi magyar színművésznő.

## Életútja
Középiskoláit Szilágysomlyón végezte, majd a kolozsvári Magyar Művészeti Intézet tehetségkutató versenyén bekerült a színművészeti szakra (1946), s a Szentgyörgyi István Színművészeti Főiskolán végzett 1950-ben. Már 1948-tól a kolozsvári Állami Magyar Színház tagja; innen ment nyugdíjba 1977-ben. Közben munkatársa a Kolozsvári Rádió magyar stúdiójának (1948-tól), tanársegéd a Szentgyörgyi István Színművészeti Főiskolán (1950–54), annak Marosvásárhelyre költöztetése után pedig a kolozsvári Gheorghe Dima Zenekonzervatóriumban a beszédtechnika tanára (1954–57).
Főbb alakításai: a Bánk bánban Gertrudis (1954), a Csongor és Tündében az Éj Királynője (1947), A kőszívű ember fiaiban özvegy Baradlayné (1956), Barta Lajos Zsuzsi című darabjában a női főszerep (1957), az Antigonéban Hekabé (1959), a Három nővérben Olga (1955), az Euripidész és Sartre nyomán írott Illyés Gyula-féle Trójai nőkben Hekabé (1967), Csávossy György Kemény Zsigmond Özvegy és leánya című regénye nyomán írott darabjában Tarnóczyné (1977).
1992-ben a kolozsvári Állami Magyar Színház örökös tagja lett és abban az évben megkapta az Erdélyi Magyar Közművelődési Egyesület Poór Lili-díját, majd 1994-ben a kisvárdai határon túli magyar színházi fesztiválon életműdíjjal tüntették ki. Szintén 1994-ben Erzsébet-díjjal jutalmazták. 2016-ban az Erdélyi Nemzetközi filmfesztiválon (TIFF) életműdíjjal tüntették ki.

## Filmjei
- Horizont, 1971
- Makra, 1972
- 141 perc a befejezetlen mondatból, 1975
- Legato, 1977
- Hidegrázás, 1994
- Egyszer élünk, 2000